# Estación de Ciudad Universitaria

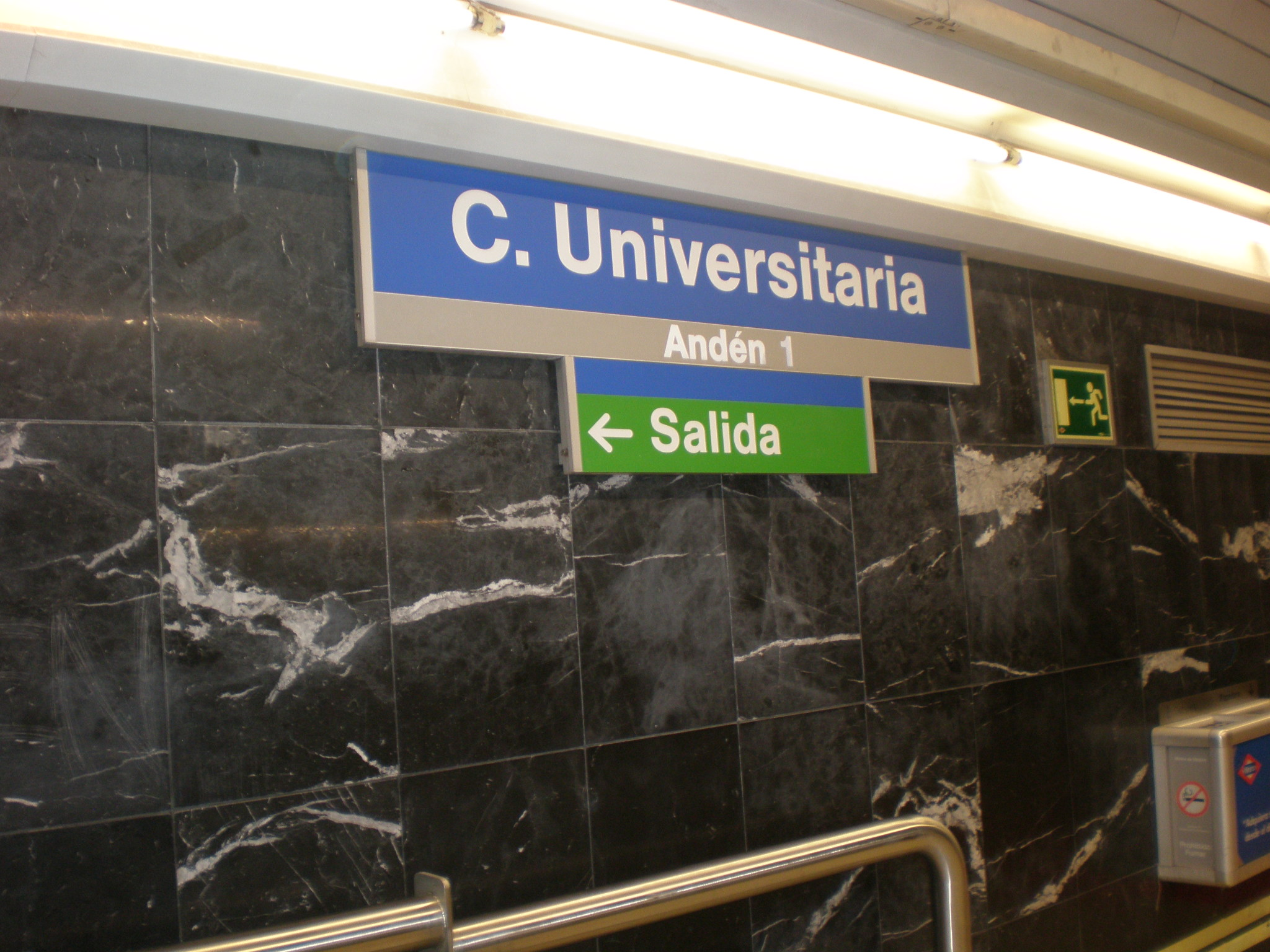
Cartel interior de la estación, en el andén 1.

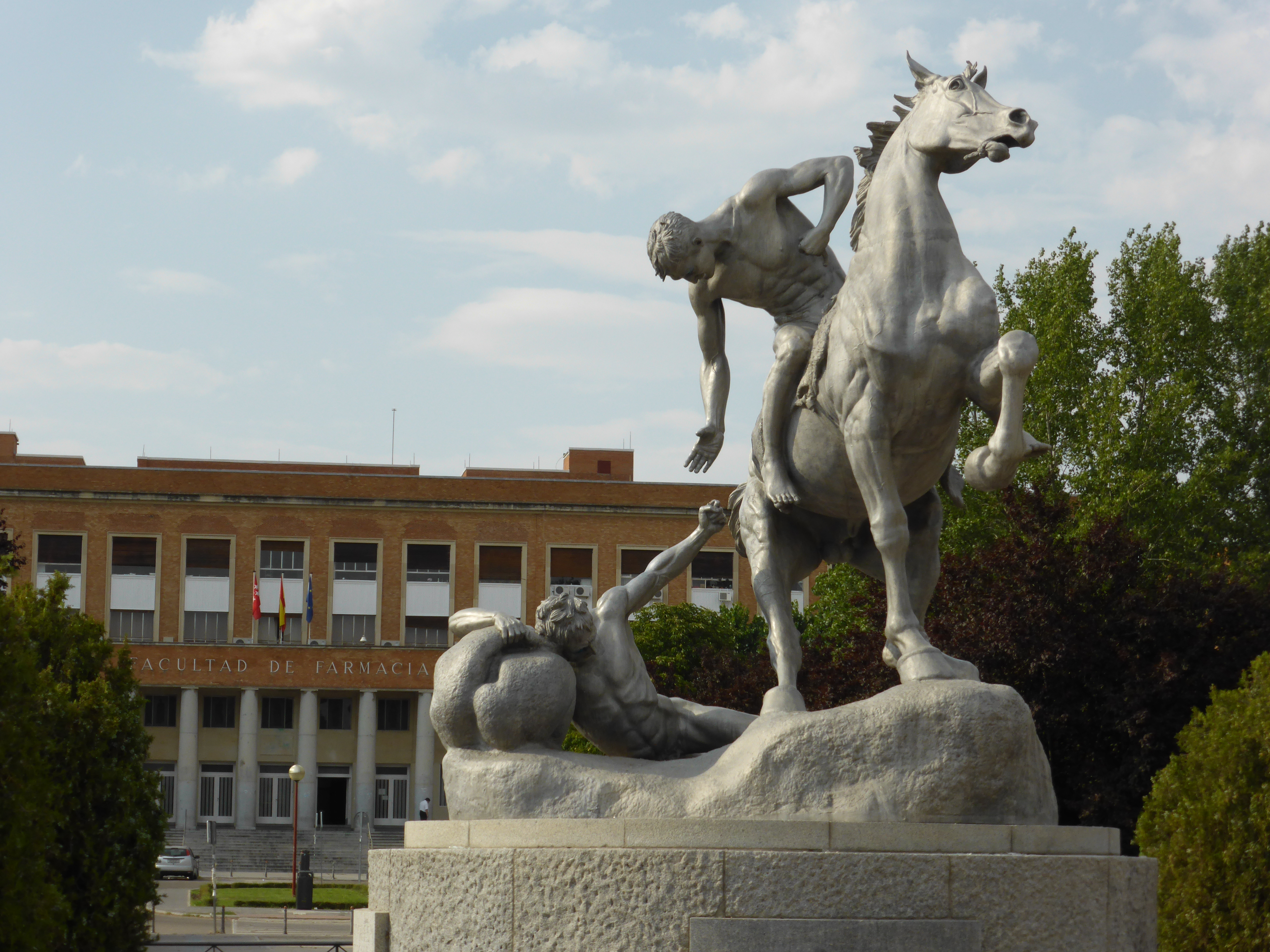
Junto al acceso de Facultades se encuentra la escultura de Los portadores de la antorcha.

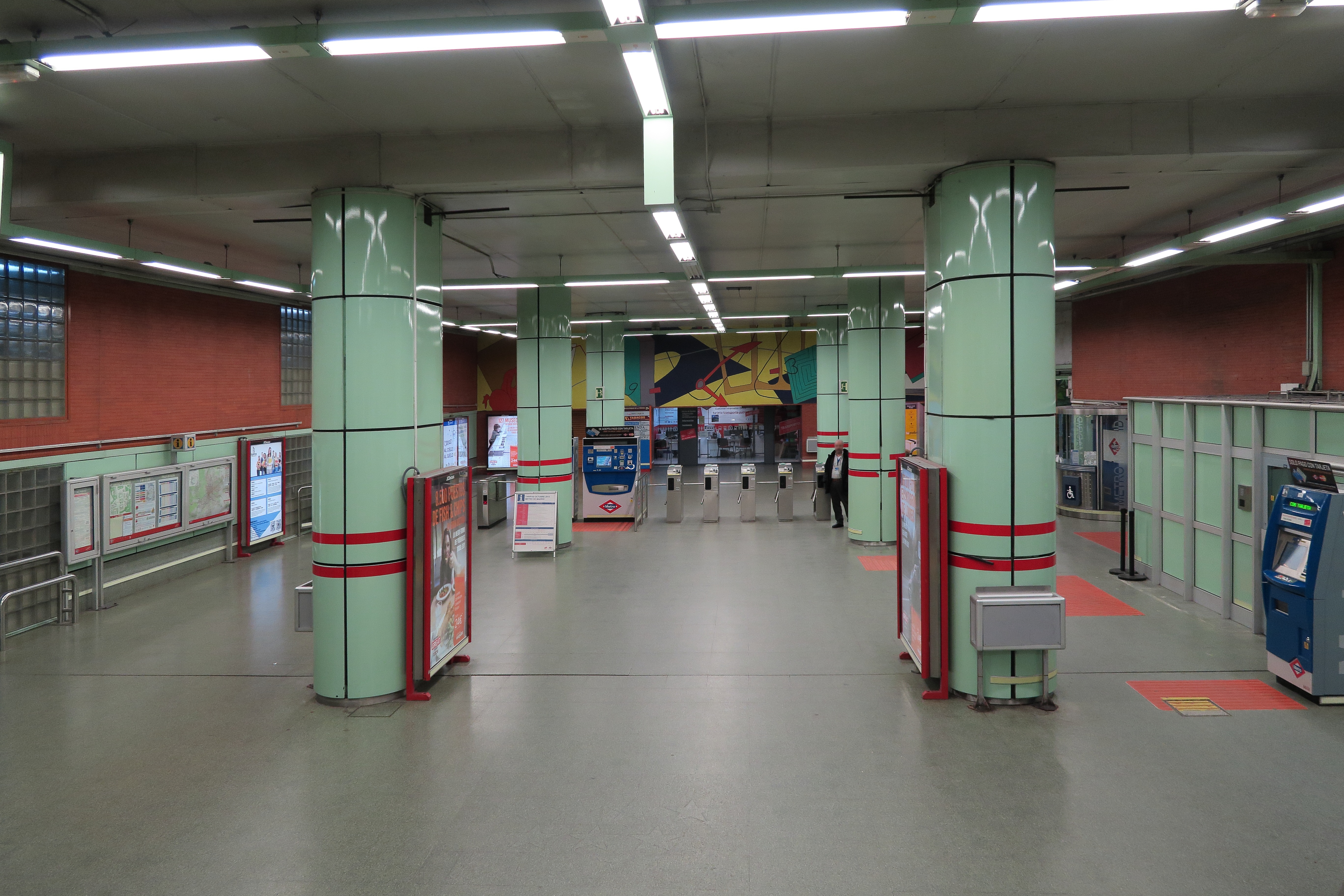
Vestíbulo de la estación

Ciudad Universitaria es una estación de la línea 6 de Metro de Madrid situada bajo la Avenida Complutense, en la Ciudad Universitaria (distrito Moncloa-Aravaca).
Junto a la estación se encuentran las cocheras subterráneas de Ciudad Universitaria donde se guardan gran parte de los trenes de la serie 5000 que circulan por la línea 6.
Es, por antonomasia, el lugar de encuentro de los estudiantes universitarios y docentes, conjuntamente con la estación de Vicente Aleixandre, para llegar a las facultades que rodean esta estación.
A ambos lados de la misma se encuentran las facultades de Medicina, Odontología y Farmacia, y al otro lado de la avenida, el Vicerrectorado de Alumnos. A lo largo y ancho se extiende todo el Campus de Moncloa, que alberga a la Universidad Complutense de Madrid, la Universidad Politécnica de Madrid y a la Universidad Nacional de Educación a Distancia (UNED).
En el suelo de sus andenes, baldosas de dos colores diferentes representan el oso y el madroño característicos de la capital.

## Historia
La estación fue inaugurada el 13 de enero de 1987 con el tramo que transcurre entre ésta y Cuatro Caminos. Desde su apertura hasta 1995 tenía horario restringido similar al de las líneas de autobuses universitarias (líneas con letra). 
Entre 1994 y 1995 la estación fue remodelada al tiempo que se llevaban a cabo las obras para convertir la línea 6 en circular, cambiando el vestíbulo de ubicación quedando más próximo a la Avenida Complutense y haciendo la estación accesible para personas con movilidad reducida al instalar ascensores.
Desde el 28 de junio de 2014, esta estación permaneció cerrada por obras de mejora de las instalaciones entre las estaciones de Moncloa y Vicente Aleixandre. El motivo de estas obras fue la renovación de un tramo de plataforma de vía de balasto a hormigón y la sustitución de un desvío existente que databa del año 1995 por uno de nueva tecnología que conecta la línea 6 con las cocheras subterráneas de Ciudad Universitaria. Se esperaba la finalización de las mismas para primeros de septiembre, sin embargo la buena marcha en las obras permitió su repertura el 28 de agosto de 2014.

## Accesos
Vestíbulo Ciudad Universitaria
- Facultades Pza. Ramón y Cajal, 1. Para Facultad de Medicina, Facultad de Enfermería Fisioterapia y Podología, Facultad de Farmacia y Facultad de Odontología
- Avda. Complutense Avda. Complutense, s/n. Para Escuela Técnica Superior de Ingeniería Agronómica, Alimentaria y de Biosistemas
- Ascensor Avda. Complutense, s/n. Para Ruta Verde
- Aparcamiento Acceso subterráneo a aparcamiento disuasorio de pago en el vestíbulo de la estación

## Líneas y conexiones

### Metro
| << cabecera | < estación         | línea | estación > | cabecera >> |
| ----------- | ------------------ | ----- | ---------- | ----------- |
| Circular    | Vicente Aleixandre |       | Moncloa    | Circular    |

### Autobuses
| Línea   | Destino                                                       | Parada               | Operador                  |
| ------- | ------------------------------------------------------------- | -------------------- | ------------------------- |
| VAC-246 | Madrid – Segovia (y hasta Melgar de Fernamental con hijuelas) | Ciudad Universitaria | Avanza Movilidad Integral |

| Diurnos   |                      |                                                   |
| Línea     | Destino              | Parada                                            |
| 82        | Pitis                | 1687 METRO CIUDAD UNIVERSITARIA (Av. Complutense) |
| G         | Ciudad Universitaria | 1687 METRO CIUDAD UNIVERSITARIA (Av. Complutense) |
| U         | Paraninfo            | 1687 METRO CIUDAD UNIVERSITARIA (Av. Complutense) |
| 132       | Hospital La Paz      | 1687 METRO CIUDAD UNIVERSITARIA (Av. Complutense) |
| 82        | Moncloa              | 1688 METRO CIUDAD UNIVERSITARIA (Av. Complutense) |
| G         | Moncloa              | 1688 METRO CIUDAD UNIVERSITARIA (Av. Complutense) |
| U         | Avenida de Séneca    | 1688 METRO CIUDAD UNIVERSITARIA (Av. Complutense) |
| 132       | Moncloa              | 1688 METRO CIUDAD UNIVERSITARIA (Av. Complutense) |
| Nocturnos |                      |                                                   |
| Línea     | Destino              | Parada                                            |
| N20       | Pitis                | 1687 METRO CIUDAD UNIVERSITARIA (Av. Complutense) |
| N20       | Plaza de Cibeles     | 1688 METRO CIUDAD UNIVERSITARIA (Av. Complutense) |